# Celuloza
Celuloza je naraven polimer, ki spada med polisaharide, ki so skupina ogljikovih hidratov. Sestavljajo jo molekule glukoze, ki so medsebojno povezane z vezmi β-1,4. Celulozo izdelujejo rastlinske celice in je poglavitna sestavina vseh rastlinskih tkiv ter najbolj razširjena organska snov na Zemlji. Njena kemijska formula je (C6H10O5)n (n pomeni število monomernih enot). Število glukoznih enot v velemolekuli celuloze se razlikujejo; na primer pri celulozi v bombažu znaša okoli 14.000, v lanu okoli 3.000, v umetni svili, kjer je celuloza umetno modificirana, pa le 250-500 . Je strukturna sestavina primarne celične stene pri rastlinah, ocetnokislinskih bakterijah, številnih algah in oomicetah. Les vsebuje okoli 45 % celuloze.
Celulozo je v sredini 19. stoletja odkril in izoliral francoski kemik Anselme Payen
Celulozo lahko kemijsko dokažemo z dodatkom joda, pri čemer pride do modrega obarvanja.

## Kemijske lastnosti
Celuloza je netopna v vodi in večini organskih topil. Topi se le v posebnih topilih, na primer v Schweizerjevem reagentu (amonijak in Cu2+) ali v mešanici dimetilacetamida in litijevega klorida. V močnih kislinah se polimer razgradi; v koncentriranih kislinah dobimo pri povišani temperaturi posamezne molekule glukoze.

## Uporaba
Tehnično pridobivajo celulozo iz lesa. Celuloza je izhodna snov za pridobivanje papirja, pomembna pa je tudi v tekstilni industriji, kjer se uporablja v obliki bombaža, lanu, iz nje pa pridobivajo tudi umetno svilo, viskozo ... Celulozni derivati, na primer metilceluloza, so pomembni tudi v gradbeništvu. Celuloza je tudi izhodni material za celofan, znano umetno snov, ki se uporablja zlasti kot ovojnina.

## Hranilo
Človeški encimi lahko razkrajajo polisaharide z vezmi α-1,4 in β-1,6, v človeškem prebavnem traktu pa ni encima, ki bi razgradil vez β-1,4, zato se večina zaužite celuloze izloči nespremenjena z blatom. Zato jo v prehrani štejemo med balastne snovi. V človeškem debelem črevesu se nahajajo anaerobne bakterije, ki razgradijo celulozo do kratkoverižnih maščobnih kislin, ki se lahko resorbirajo skozi steno črevesja. Po tej poti se razgradi le majhen delež z rastlinsko hrano zaužite celuloze.
Prežvekovalci lahko bolje razgradijo celulozo in druge sorodne polisaharide, saj imajo v vampu mikroorganizme, ki bolj učinkovito cepijo vezi β-1,4. Podobno velja tudi za konje in vodne ptice, pri katerih poteka prebava celuloze s pomočjo mikroorganizmov v debelem črevesu.